# Steatornis
Steatornis is een geslacht van vogels uit de familie Steatornithidae. Het geslacht telt één soort, de vetvogel.

## Taxonomie
- Steatornis caripensis – Vetvogel